# Copa de la Reina de Baloncesto 2000
La Copa de la Reina de Baloncesto 2000 corresponde a la 38.ª edición de dicho torneo. Se celebró entre el 7 y el 9 de enero de 2000 en el Pabellón Municipal de Godella.

## Equipos clasificados
El formato de competición es el mismo que la temporada anterior. Se juega en Godella, ejerciendo como anfitrión el Ros Casares Godella, que participa junto a los siete mejores del resto del equipos al final de la primera vuelta de la Liga Femenina. El campeón se clasifica para la Copa Ronchetti 2000-01.
| Pos. | Equipo                  | PJ | G  | P | PF   | PC  | DP   | Pts | Clasificación    |
| ---- | ----------------------- | -- | -- | - | ---- | --- | ---- | --- | ---------------- |
| 1    | Sandra Gran Canaria     | 13 | 12 | 1 | 1012 | 751 | +261 | 25  | Cabezas de serie |
| 2    | Banco Simeón            | 13 | 11 | 2 | 857  | 724 | +133 | 24  | Cabezas de serie |
| 3    | Ensino Yaya María       | 13 | 10 | 3 | 909  | 758 | +151 | 23  | Cabezas de serie |
| 4    | Salamanca Halcón Viajes | 13 | 9  | 4 | 1064 | 945 | +119 | 22  | Cabezas de serie |
| 5    | Ros Casares Godella (H) | 13 | 8  | 5 | 900  | 808 | +92  | 21  |                  |
| 6    | Universitari Barcelona  | 13 | 8  | 5 | 882  | 849 | +33  | 21  |                  |
| 7    | Ciudad de Burgos        | 13 | 7  | 6 | 888  | 875 | +13  | 20  |                  |
| 8    | Cortegada Grupo 10      | 13 | 7  | 6 | 800  | 788 | +12  | 20  |                  |

 Fuente: Liga Femenina

## Desarrollo
Las canarias no son el único equipo que ha sumado dos Copas de la Reina consecutivas en los últimos años. Pero lo lograron con unos registros de otra época. De hecho sólo la Sección Femenina de Madrid en los 50 y el CREF Madrid en los 60 pudieron hacer lo mismo que ellas. Ganar dos Copas de la Reina consecutivas encajando menos de 50 puntos en las dos finales.

## Fase final
|  | Cuartos de final        | Cuartos de final |                     |                     | Semifinales | Semifinales |  |                     | Final      | Final      |  |
|  | 7 de enero              | 7 de enero       |                     |                     | 8 de enero  | 8 de enero  |  |                     | 9 de enero | 9 de enero |  |
|  |                         |                  |                     |                     |             |             |  |                     |            |            |  |
|  |                         |                  |                     |                     |             |             |  |                     |            |            |  |
|  | Cortegada Grupo 10      | 39               |                     |                     |             |             |  |                     |            |            |  |
|  | Cortegada Grupo 10      | 39               |                     |                     |             |             |  |                     |            |            |  |
|  | Sandra Gran Canaria     | 88               |                     |                     |             |             |  |                     |            |            |  |
|  | Sandra Gran Canaria     | 88               |                     | Sandra Gran Canaria | 72          |             |  |                     |            |            |  |
|  |                         |                  |                     | Sandra Gran Canaria | 72          |             |  |                     |            |            |  |
|  |                         |                  | Banco Simeón        | 64                  |             |             |  |                     |            |            |  |
|  | Universitari Barcelona  | 87               | Banco Simeón        | 64                  |             |             |  |                     |            |            |  |
|  | Universitari Barcelona  | 87               |                     |                     |             |             |  |                     |            |            |  |
|  | Banco Simeón            | 89               |                     |                     |             |             |  |                     |            |            |  |
|  | Banco Simeón            | 89               |                     |                     |             |             |  | Sandra Gran Canaria | 73         |            |  |
|  |                         |                  |                     |                     |             |             |  | Sandra Gran Canaria | 73         |            |  |
|  |                         |                  | Ciudad de Burgos    | 48                  |             |             |  |                     |            |            |  |
|  | Ciudad de Burgos        | 74               | Ciudad de Burgos    | 48                  |             |             |  |                     |            |            |  |
|  | Ciudad de Burgos        | 74               |                     |                     |             |             |  |                     |            |            |  |
|  | Salamanca Halcón Viajes | 63               |                     |                     |             |             |  |                     |            |            |  |
|  | Salamanca Halcón Viajes | 63               |                     | Ciudad de Burgos    | 65          |             |  |                     |            |            |  |
|  |                         |                  |                     | Ciudad de Burgos    | 65          |             |  |                     |            |            |  |
|  |                         |                  | Ros Casares Godella | 61                  |             |             |  |                     |            |            |  |
|  | Ros Casares Godella     | 89               | Ros Casares Godella | 61                  |             |             |  |                     |            |            |  |
|  | Ros Casares Godella     | 89               |                     |                     |             |             |  |                     |            |            |  |
|  | Ensino Yaya María       | 66               |                     |                     |             |             |  |                     |            |            |  |
|  | Ensino Yaya María       | 66               |                     |                     |             |             |  |                     |            |            |  |
|  |                         |                  |                     |                     |             |             |  |                     |            |            |  |

### Final
| 9 de enero de 2000 | Sandra Gran Canaria                                                            | 69–44                              | Ciudad de Burgos                                                                   | Godella                                 |  |
| 16:00              | Marcador por tiempos: 35–24, 34–20                                             | Marcador por tiempos: 35–24, 34–20 | Marcador por tiempos: 35–24, 34–20                                                 |                                         |  |
|                    | Estadísticas Lourdes Peláez 20 Jessie Hicks 9 Jessie Hicks 3 Lourdes Peláez 14 | Reporte Pts Reb Asts Val           | Estadísticas María José Alonso 13 Elsa Donaire 9 cuatro juadoras 1 Elsa Donaire 10 | Pabellón: Pabellón Municipal de Godella |  |

| Ganadoras de la Copa de la Reina 2000 |
| ------------------------------------- |
| Sandra Gran Canaria 2º título         |